# Печера озер (Ахая)

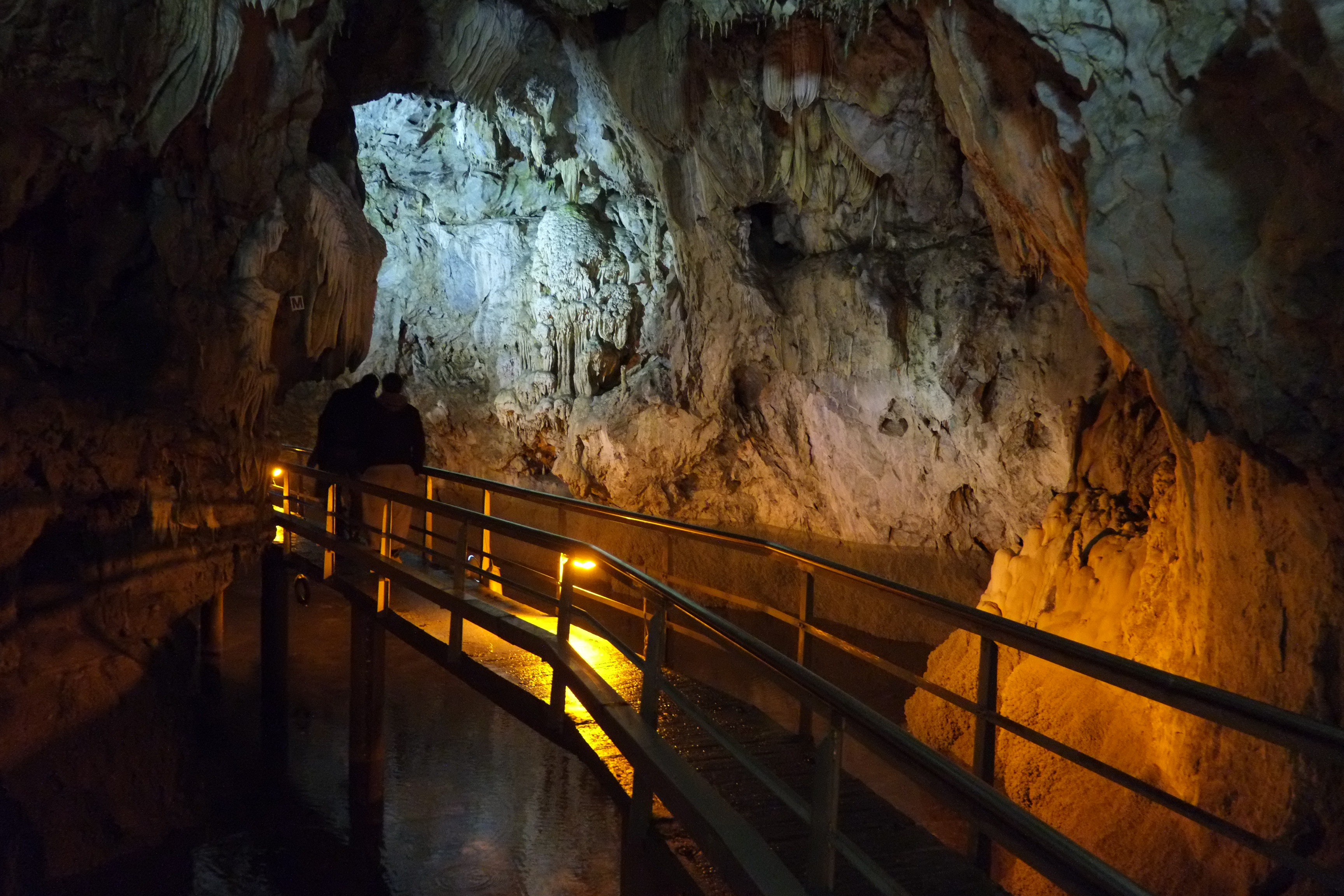
Печера озер

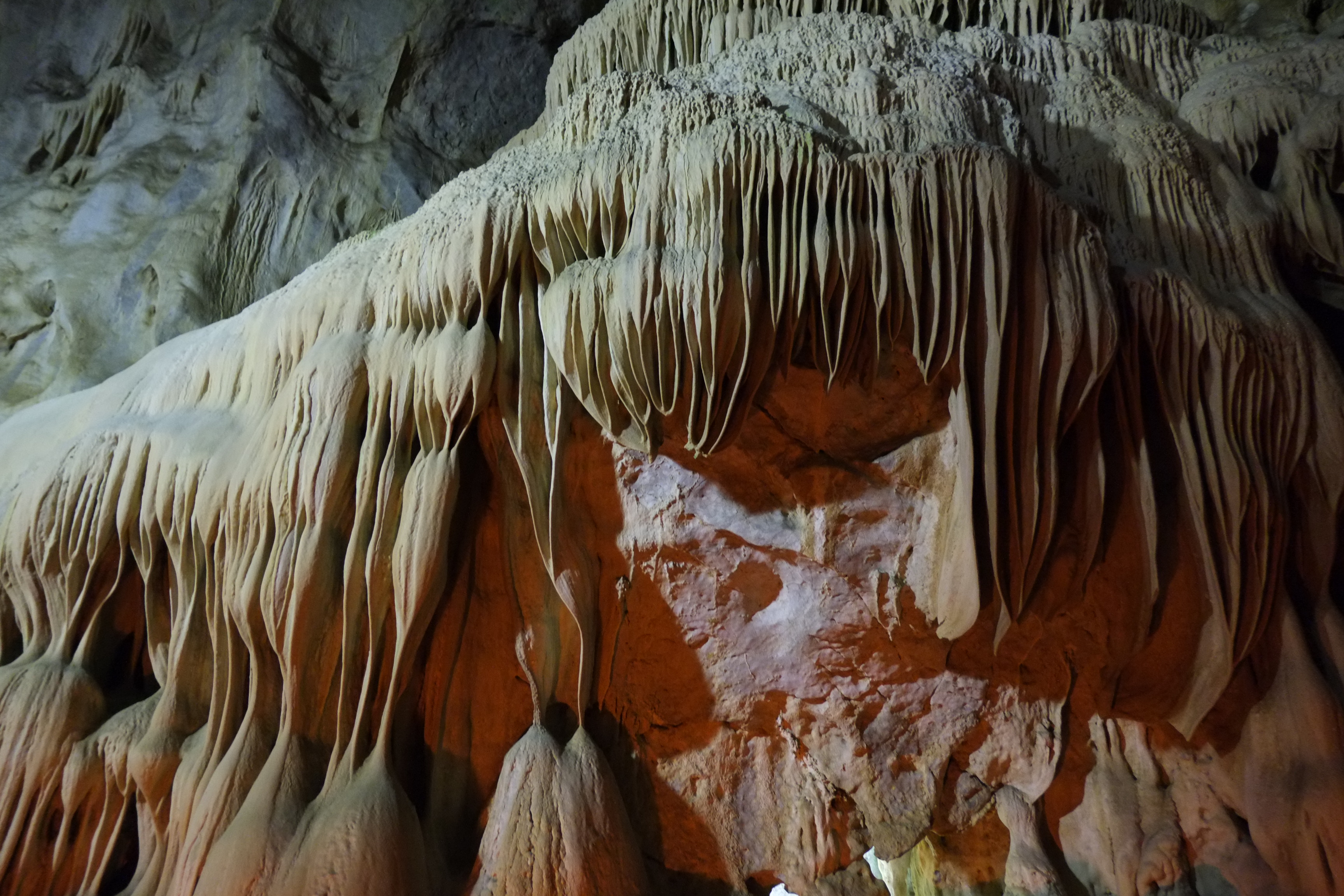
Печера озер

Пече́ра озе́р (грец. Σπήλαιο των Λιμνών) — печера в Греції. Розташована неподалік від села Кастрія (Ахая), за 18 км від міста Калаврита.

## Опис
Печера розташована на висоті 827 м н.р.м. Досить великий природний вхід на перший рівень печери (висота 3,50 м, ширина 6,50 м) пояснює використання печери людиною в доісторичний період.
Характерною особливістю цього печерно-озерного комплексу є те, що він складається з 13 печерних озер, послідовно і ступінчасто розташованих одно за одним. Загальна довжина печери сягає 1980 м, з яких відвідувачеві доступні близько 500 м, що включають тільки 2 озера.
Відвідувач входить до печери через штучний тунель, який виводить одразу на другий рівень. Перехід через озера відбувається по штучних містках.

## Дослідження печери
На нижньому рівні печери було знайдено рештки людей і різних тварин. Ця ділянка призначається для біо-спелеологічної експозиції. 
Спільна експедиція Грецького альпіністського союзу (Ε.Ο.Σ. — Ελληνικός Ορειβατικός Σύνδεσμος) під керівництвом проф. І. Мелентіса і Грецького спелеологічного товариства (Ε.Σ.Ε. — Ελληνική Σπηλαιολογική Εταιρεία) під керівництвом спелеолога Ганни Петрохілу піднялася уперше на другий рівень у 1964 році..

## Нині
Грецька національна туристична організація (EOT — Ελληνικός Οργανισμός Τουρισμού) відкрила печеру для відвідувачів в 1981 році. Відповідальність за туристичне функціонування печерно-озерного комплексу покладено на муніципалітет міста Калаврита.

## Ресурси Інтернету
- Σπήλαιο των Λιμνών — επίσημη ιστοσελίδα [Архівовано 18 травня 2015 у Wayback Machine.]

## Виноски
1. ↑  Σπηλιές της Ελλάδας: γνωρίστε 4 από τις ωραιότερες του κόσμου | Ταξίδι | click@Life. Архів оригіналу за 20 травня 2016. Процитовано 15 червня 2015.
2. ↑  Γεωλογία — Μορφολογία. Архів оригіналу за 15 лютого 2020. Процитовано 23 березня 2022.
3. ↑  Ιστορικό & διαδρομή. Архів оригіналу за 15 лютого 2020. Процитовано 23 березня 2022.
4. ↑  ΣΠΗΛΑΙΟΛΟΓΙΑ — SPELEOLOGY IN GREECE : Σπήλαιο των Λιμνών — Καστριά Καλάβρυτα (Νομός Αχαϊας). Архів оригіналу за 25 червня 2015. Процитовано 15 червня 2015.